# Boronia hemichiton
Boronia hemichiton är en vinruteväxtart som beskrevs av Duretto. Boronia hemichiton ingår i släktet Boronia och familjen vinruteväxter. Inga underarter finns listade i Catalogue of Life.